# Hypogeophis rostratus
Hypogeophis rostratus és una espècie d'amfibis gimnofions de la família Caeciliidae. És monotípica del gènere Hypogeophis. És endèmica de les illes Seychelles.
Els seus hàbitats naturals inclouen boscos secs tropicals o subtropicals, montans secs, rius, aiguamolls d'aigua dolça, corrents intermitents d'aigua dolça, plantacions, jardins rurals i zones prèviament boscoses ara molt degradades.